# Reynès
Reynès (em catalão:  Reiners) é uma comuna francesa na região administrativa da Occitânia, no departamento dos Pirenéus Orientais. Estende-se por uma área de 27.56 km², com 1.291 habitantes, segundo o censo de 2018, com uma densidade de 47 hab/km².